# صباح محمد
صباح محمد (انگلیسی: Sabah Mohamed؛ زادهٔ ۱۸ آوریل ۱۹۸۰) بازیکن سابق و مربی فوتبال اهل مالدیو است.
وی همچنین در تیم ملی فوتبال مالدیو بازی کرده است.